# Ả
Ả, ả – litera rozszerzonego alfabetu łacińskiego, powstała poprzez połączenie litery A z hakiem. Wykorzystywana jest w języku wietnamskim. Oznacza dźwięk [a˧˩˧], tj. samogłoskę otwartą przednią niezaokrągloną wymawianą z tonem hỏi (opadająco-wznoszącym).

## Kodowanie
| Znak                   | Ả                                      | Ả                                      | ả                                    | ả                                    |
| ---------------------- | -------------------------------------- | -------------------------------------- | ------------------------------------ | ------------------------------------ |
| Nazwa w Unikodzie      | Latin capital letter A with hook above | Latin capital letter A with hook above | Latin small letter A with hook above | Latin small letter A with hook above |
| Kodowanie              | dziesiątkowo                           | szesnastkowo                           | dziesiątkowo                         | szesnastkowo                         |
| Unicode                | 7842                                   | U+1EA2                                 | 7843                                 | U+1EA3                               |
| UTF-8                  | 225 186 162                            | e1 ba a2                               | 225 186 163                          | e1 ba a3                             |
| Odwołania znakowe SGML | &#7842;                                | &#x1EA2;                               | &#7843;                              | &#x1EA3;                             |